# 第161师团
第161师团（Dai-hyakurokujūichi Shidan）是日本帝国陆军的一个步兵师团。它的代号是震天兵团（Shinten Heidan）。该师团于1945年4月12日在上海按丙级师团标准组建。

## 行动
1945年8月9日苏联入侵满洲之前，该师团一直在上海执行海防任务。苏军入侵后，该师团奉命与第118师团一起北上协助关东军，1945年8月15日日本投降时该师团刚刚抵达南京。
该师团炮兵部队由12门炮组成，多数为75毫米野战炮和91式10厘米榴弹炮。
该师于1946年2月15日返回上海，并于1946年2月25日开始复员。部队经鹿儿岛、福冈、长门、佐世保和长崎港口派往日本，最终于1946年9月6日解散。